# 全紀
全 紀（ぜん き、生年不詳 - 258年）は、中国三国時代の呉の政治家。揚州呉郡銭唐県の人。全琮の一族。父は全尚。母は孫峻の姉。姉妹は全皇后。

## 生涯
一族の全琮は孫権の娘の孫魯班（全公主）と婚姻し、呉皇室と姻戚関係となり、また、全紀の兄弟の全皇后が孫亮の后となった事から、全氏一族は大いに繁栄することとなった。孫亮の時代には、全紀の父の全尚が太常・衛将軍・録尚書事・永平侯になったのをはじめ、全氏一族で侯に封ぜられたのが5人にのぼり、それぞれに兵馬を指揮し、その他の者も侍郎や騎都尉となり、皇帝の側近で警護の任に当たって、呉国が興って以来、外戚としてこれほど高位を占め盛んな勢力をもった一族は他に例がなかった。その中で、全紀も黄門侍郎に任じられた。
しかし太平2年（257年）、魏の諸葛誕が反乱を起こした際に、呉の孫綝は、文欽・唐咨・于詮・王祚らと、全端・全懌・全静・全翩・全緝ら全氏一族らが率いる約3万の援軍を派遣したが、その頃、全禕（全輝）・全儀は建業に残っていたが、一族の内で争いが元で母と数十人の部下を引きつれて長江を渡り、司馬師の元へ帰順し、諸葛誕の元に居た全氏一族もまた魏に降伏した。孫綝はこの戦いで諸葛誕の救援に失敗したほか、兵や武将を多く失い、また孫壱を攻撃し魏に逃亡させ、朱異を誅殺したりしたため、人々はみな孫綝に不満を懐いた。
孫綝は一族で朝政を牛耳ったため、太平3年（258年）、孫亮は孫綝を誅殺することを企て、孫魯班・全尚・劉丞らと計画を立てようとし、全紀を密かに召し寄せると言った。「孫綝は権勢を専らにし、孤もないがしろにしておる。諸葛誕に援軍を送ったとき、孤がさきに彼に命じ、いそいで軍を陸上に移し、唐咨らのために加勢をするように申し付けたのに、巣湖に留まったまま、一歩も岸に登らなかった。また罪を朱異におっかぶせ、勝手に功臣を殺害し、しかもその際、前もって上表して認可を求めることもしなかった。今度はまた、屋敷を朱雀橋の南に作り、朝廷にも出てこようとしない。かくのごとく勝手気ままに振舞い、何の畏れるようなところのない彼を、いつまでも許しておくことはできぬのだ。いま彼を取りおさえようとくわだてておるのだが、あなたの父上は中央軍の都督の任にあるゆえ、ひそかに兵馬たちを厳戒態勢にいれるように伝えてほしい。孤はみずから朱雀橋まで出て、宮中宿衛の近衛騎兵と左右の無難軍を指揮して、彼を一時に包囲しよう。版詔を出して孫綝の配下たちに命令を伝えれば、彼らはみな離散してしまい、有効な反撃もできず、このようにして孫綝を手取りにすることができるのだ。あなたは退出したあと、ひたすらに秘密裏に事を運ぶように気を付けてほしい。あなたは父上（全尚）に私の言葉を伝えられても、母上（孫峻の姉で、孫綝の従姉）にはそれを知られてはならない。女には大きな事態の意味が理解できないばかりか、母上は孫綝と祖父を同じくする親族であるから、何かのことで母上を通じて事が泄れるゆおうなことになれば、孤は手痛い損失を被ることになるのだ」。
全紀が詔を受けて、そのことを全尚に語ったところ、全尚は十分な配慮もなく、それを全紀の母に告げた。全紀の母はひそかに人をやって孫綝に計画を告げさせた。孫綝は、夜中であったが兵を動員して戦闘態勢を取らせると、孫亮を廃位するための行動をおこし、明け方には、兵士たちがすでに孫亮の宮殿を包囲していた。孫亮は激怒し、馬にのると、鞬をおび弓を手に執って出陣しようとして言った。「孤は大皇帝（孫権）陛下の嫡子であり、位にあることもう5年になる。おれの命令に従えぬものがどこにおろう」。側近の臣や乳母が彼に取り付いて引き留めたため、出陣することができなかった。孫亮はため息をついてくやしがり、2日間食事もとらず、妻（全皇后）を罵って言った。「おまえの父親が間抜けであるため、おれの大事をだめにしてしまった」また全紀を呼び寄せて罵ろうとしたが、全紀は「臣が父はご命令を受けながら慎重な行動を取らず、主上に申し訳ないことをしてしまった。何の面目があってふたたびお目通りができよう」といい自殺した。
その前後に一族の全煕は誅殺され、孫亮が廃位されるに及び、全尚は零陵に流罪され後に誅殺され、呉での全氏一族は衰退したという。